# Quận Carroll, Missouri
Quận Carroll là một quận thuộc tiểu bang Missouri, Hoa Kỳ. Theo điều tra dân số năm 2000 của Cục điều tra dân số Hoa Kỳ, quận có dân số 10.285 người 2. Quận lỵ đóng ở Carrollton 6

## Địa lý
Theo Cục điều tra dân số Hoa Kỳ, quận có tổng diện tích 1819 km2, trong đó có 20 km2 là diện tích mặt nước.

## Thông tin nhân khẩu
Theo điều tra dân số 2 năm 2000, quận đã có dân số 10.285 người, 4.169 hộ gia đình, và 2.880 gia đình sống trong quận hạt. Mật độ dân số là 15 người trên một dặm vuông (6/kmТВ). Có 4.897 đơn vị nhà ở với mật độ trung bình 7 trên một dặm vuông (3/kmТВ). Cơ cấu dân tộc của cư dân sinh sống ở quận này bao gồm 96,95% người da trắng, 1,72% da đen hay Mỹ gốc Phi, 0,27% người Mỹ bản xứ, 0,13% châu Á, Thái Bình Dương 0,01%, 0,14% từ các chủng tộc khác, và 0,79% từ hai hoặc nhiều chủng tộc. 0,71% dân số là người Hispanic hay Latino thuộc một chủng tộc nào. 32,7% là người gốc Đức, 25,3% người Mỹ, 11,8% người gốc Anh và 9,2% gốc Ailen theo điều tra dân số năm 2000.
Có 4.169 hộ, trong đó 30,20% có trẻ em dưới 18 tuổi sống chung với họ, 57,40% là đôi vợ chồng sống với nhau, 8,00% có một chủ hộ nữ và không có chồng, và 30,90% là không lập gia đình. 27,80% hộ gia đình đã được tạo ra từ các cá nhân và 15,50% có người sống một mình 65 tuổi hoặc cao tuổi hơn. Cỡ hộ trung bình là 2,42 và cỡ gia đình trung bình là 2,96.
Trong quận này cơ cấu độ tuổi dân cư bao gồm 25,20% dưới độ tuổi 18, 7,40% 18-24, 24,50% 25-44, 22,90% từ 45 đến 64, và 20,10% từ 65 tuổi trở lên. Độ tuổi trung bình là 40 năm. Đối với mỗi 100 nữ có 94,20 nam giới. Đối với mỗi 100 nữ 18 tuổi trở lên, đã có 90,40 nam giới.
Thu nhập trung bình cho một hộ gia đình trong đã đạt mức USD 30.643, và thu nhập trung bình cho một gia đình là USD 36.773. Phái nam có thu nhập trung bình USD 26.135 so với 17.468 USD của phái nữ. Thu nhập bình quân đầu người là 15.522 USD. Có 9,70% gia đình và 13,70% dân số sống dưới mức nghèo khổ, bao gồm 17,00% những người dưới 18 tuổi và 12,80% của những người 65 tuổi hoặc hơn. 